# Amaury García
Amaury Miguel García Paula (nacido el 20 de mayo de 1975 en Santo Domingo) es un ex segunda base dominicano que jugó en las Grandes Ligas de Béisbol durante una temporada. Jugó para los Marlins de Florida diez partidos durante la temporada de 1999. Actualmente es entrenador de bateo para los DSL Nationals en la Dominican Summer League.
En la Liga Dominicana, García militó con los Tigres del Licey (2002-2004) terminando con un promedio de bateo de .236, cinco jonrones y 32 carreras empujadas en 175 juegos.

## Palmarés

### Campeonatos internacionales
| Título                           | Equipo    | País   | Año  |
| -------------------------------- | --------- | ------ | ---- |
| Liga de Campeones de la Concacaf | Cruz Azul | México | 2025 |